# Horvati (Brezovica)
Horvati falu Zágráb közigazgatási területén Horvátországban, a főváros déli részén. Ma Zágráb Brezovica városnegyedéhez tartozik.

## Fekvése
Zágráb városközpontjától 20 km-re délnyugatra, a Zágráb–Fiume-vasútvonal mentén, a Lomnica és a Bukovec-patakok között fekszik.

## Története
A település már a 18. században is létezett. Az első katonai felmérés térképén „Horvathi” néven található. Lipszky János 1808-ban Budán kiadott repertóriumában „Horváthi” néven szerepel. Nagy Lajos 1829-ben kiadott művében „Horváthi” néven 26 házzal és 221 katolikus lakossal találjuk. 
1857-ben 466, 1910-ben 1074 lakosa volt. Zágráb vármegye Szamobori járásához tartozott. 1941 és 1945 között a Független Horvát Állam része volt, majd a szocialista Jugoszlávia fennhatósága alá került. 1991-től a független Horvátország része. 1991-ben lakosságának 97%-a horvát nemzetiségű volt. 2011-ben 1490 lakosa volt.

## Népessége
| Lakosság változása | Lakosság változása | Lakosság változása | Lakosság változása | Lakosság változása | Lakosság változása | Lakosság változása | Lakosság változása | Lakosság változása | Lakosság változása | Lakosság változása | Lakosság változása | Lakosság változása | Lakosság változása | Lakosság változása | Lakosság változása |
| ------------------ | ------------------ | ------------------ | ------------------ | ------------------ | ------------------ | ------------------ | ------------------ | ------------------ | ------------------ | ------------------ | ------------------ | ------------------ | ------------------ | ------------------ | ------------------ |
| 1857               | 1869               | 1880               | 1890               | 1900               | 1910               | 1921               | 1931               | 1948               | 1953               | 1961               | 1971               | 1981               | 1991               | 2001               | 2011               |
| 466                | 576                | 659                | 823                | 897                | 1.074              | 1.026              | 1.201              | 1.100              | 1.191              | 1.228              | 1.273              | 1.368              | 1.427              | 1.470              | 1.490              |

## Nevezetességei
A Stjepan Benceković Általános Iskola előtti parkban 1961-ben felállított, a nemzeti felszabadítási háború elesett harcosainak emlékműve Vjekoslav Rukljač szobrászművész munkája.

## Kultúra
A KUD Horvati kulturális és művészeti egyesületet 1979-ben alapították. Gazdag történetük során több mint 800 előadáson léptek fel otthon és külföldön. Horvátországban szinte minden rendezvényen és fesztiválon részt vettek már, a külföldi fellépések közük megemlíthetjük Bulgáriát, a Cseh Köztársaságot, Szerbiát, Németországot, Olaszországot, Macedóniát, San Marinót és Bosznia-Hercegovinát. Az egyesület jelenleg mintegy 70 aktív taggal rendelkezik, akik öt szekcióban működnek: felnőtt és gyermek folklórcsoport, felnőtt és gyermek tamburazenekar, valamint a „Klencarice” női énekkar.

## Oktatás
A horváti általános iskolai oktatás kezdetei az 1935-1937 közötti időre tehetők, amikor a Horvátiban élő Stjepan Benceković összegyűjtötte a falu fiataljait kulturális és művészeti egyesületet szervezve tamburazenekarral, énekkarral és színjátszó csoporttal. Az első órákat 1937-ben Bare, Tome és Ignac Pipić házában tartották tíz tanulóval. A tantárgyak: történelem, földrajz, matematika és olvasás voltak. A második világháború alatt a helyiek a nemzeti felszabadítási mozgalom különösen elkötelezett harcosai voltak. A háború alatt a falu 124 aktív harcost álltított ki, ebből 28-an elestek és 5 megsebesültek. A háborúban szerzett érdemeiért a falu iskola nyitására kapott engedélyt, amely 1945. november 20-án kezdte meg működését. Az oktatást a Martin Babić tulajdonában lévő magánépületben tartották. Az iskolában 20 pad volt, felszerelését nagyrészt a falubeliektől kölcsönözték. Az iskola négy osztálytal 44 tanulóval indult. Az első tanév nagyon jó eredményeket hozott és az iskola jelenléte a tanárok elkötelezettségének köszönhetően az egész falu életében érezhető volt. A közösségi ház 1947 és 1949 közötti felépítésével, melynek emeletén két osztályterem volt jobb oktatási feltételeket teremtettek. Az 1955/56-os tanávben az iskola hatosztályos lett, majd 1956 szeptemberében 93 tanulóval és 4 tanárral nyolcosztályossá alakították át. 1959 szeptemberében megkezdődött egy új iskolaépület építése, amelyet az 1962/63-os tanévben fejeztek be. 1964. április 23-án az iskola felvette a helyi hazafi, Stjepan Benceković nevét. Az iskola az elmúlt 55 évben magas szintű kulturális és társadalmi tevékenységet folytatott a tudományos, kulturális, művészeti téren.

## Sport
Az NK Horvati 1975 labdarúgóklub a zágrábi 2. ligában szerepel.

## Egyesületek
A DVD Horvati önkéntes tűzoltó egyesületet 1928-ban alapították.